# Lesjöfors IF
Lesjöfors IF, LIF, är en idrottsförening i Lesjöfors i Sverige. Klubben bildades 1924 som en klubb för fotboll och nordisk skidåkning och började bedriva bandy under sent 1920-tal. Herrlaget i bandy, som gjorde sig känt under smeknamnet Bandybaronerna,  hade sin storhetstid under 1960- och 1970-talet då laget spelade i den svenska bandyns högstadivision, där man totalt gjorde 21 säsonger. LIF spelade 2013/2014 i Division 2 Mellansverige Norra.

## Historik

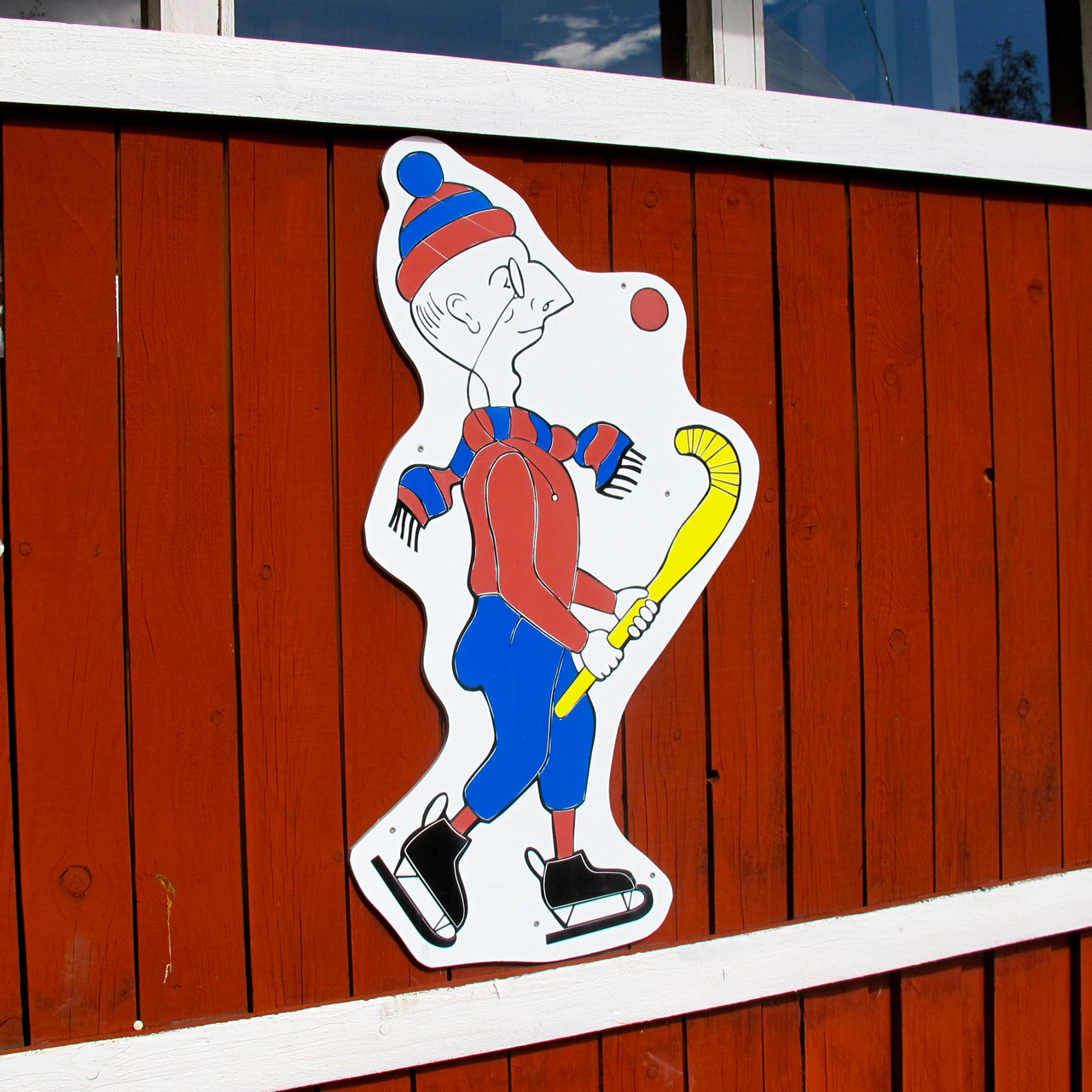
Lesjöfors IF:s maskot Bandybaronen

1923 började ett gäng småpojkar i Lesjöfors spela fotboll, vilket låg till grund för att Lesjöfors IF bildades 1924. Men då var bandyn inte aktuell som framtidsmål utan det var fotboll och längdåkning som man kunde bli någonting i sades det. 1926 fick föreningens medlemmar den första kontakten med bandy då några pojkar kom upp från Karlstad för att åka skridskor på traktens "köldhål", som Lesjöfors kallades. Karlstadkillarna från Göta hade med ett slags käppar som Lesjökillarna aldrig sett förr. Det var alltså bandyklubbor, som grabbarna hade fått se. Spelare i Göta kom upp till Lesjöfors då ortens läge gjorde att det kunde finnas frusna sjöar som möjliggjorde spel redan i oktober. Lesjöfors ställde upp med ett lag för träningsmatcher med Göta och de kommande åren blev LIF-laget bättre och bättre.
När bandyn etablerade sig i de större städerna som till exempel Stockholm och Uppsala började Lesjöfors att få upp ögonen för den nobla sporten. När den blivande bandybaronen Gerard de Geer lyckades att få upp ett gäng bandyspelare från Karlstad-Göta som vid den tidpunkten var ett av de mest dominerande bandylagen i Sverige för en vänskapsmatch ökade intresset ytterligare. De Geer var själv närvarande vid så gott som varje match, oberoende av om det var serie- eller träningsmatch. Lesjöfors AB sponsrade laget och gav spelare arbete vid bruket. Företagets logotyp återfanns tillsammans med LIF-märket på matchstället.
Den dåvarande ledaren för Karlstad-Göta, Erik "Pampen" Borgström, var då närvarande och man kan säga att det var hans sammanträffande med Gerard de Geer som gjorde att det började spelas bandy i Lesjöfors. Men ett riktigt bandylag bildades inte förrän år 1929 då det spelades en match på Smeddammen i Lesjöfors. I en annan match på just Smeddammen 1931 hände det en ganska udda sak. Isen var knappt bärkraftig och vid ett hörnslag vid planens norra del, när alla spelarna var samlade runt målet, började isen plötsligt att sjunka och den sjönk så hastigt att många av spelarna inte han rädda sig från plurret utan fick lov att bli uppdragna av sina med- och motspelare. Denna händelse och det datumet är vad som brukar kallas Lesjöfors "bandydop". Men det skulle fortfarande dröja länge innan Lesjöfors skulle avancera i serierna. Efter Smeddammen började laget spela på en ny plan 1951 som kom att kallas "Sahara" innan laget 1967 fick sin hemmaplan på Stålvallen.

### Division 1

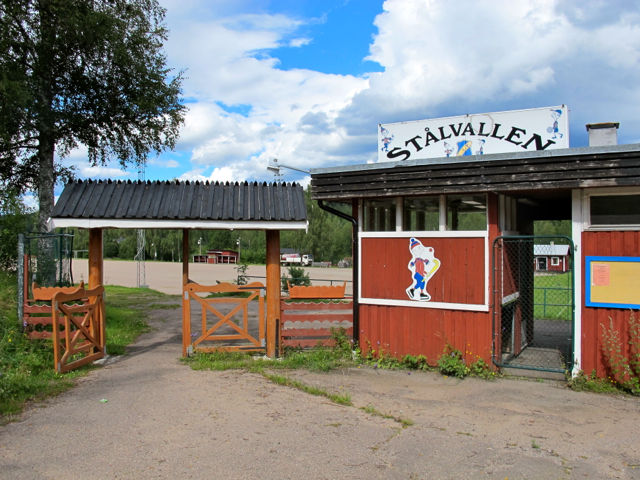
Lesjöfors IF:s hemmaplan Stålvallen i Lesjöfors.

Lesjöfors började klättra i seriesystemet och spelade från 1943 i Division II. Flera år i rad nådde laget kvalserien men misslyckades att ta sig upp till högstaserien. Publikintresset växte och klubben med stöd från bandybaronen de Geer och bruket satsade på att skapa ett starkt lag. Säsongen 1950 gick laget obesegrat genom Division II, och vann alla fem seriematcherna i utklassningsstil och noterades för 46-0 i målskillnad. Lesjöfors slog sedan Västerstrands AIK med 2-0 och Ljusdals BK med 5-4 i kvalet till Division I, och gick vidare dit för första gången efter fem tidigare missar i kvalspelet. I tidningsreferaten började man allmänt efter Lesjöfors IF:s framgångar, att tala om "bandybaronerna". Sedan 1978 återfinns namnet på de röda matchtröjorna.  Åren 1950-1953 bedrev klubben landhockey i Sverige, och blev bland annat svenska mästare 1953. Verksamheten bedrevs mest som sommarträning åt bandyspelarna, och detta var långt före landhockey under 1970-talet blev en relativt etablerad gren i Sverige.
Lesjöfors debuterade 1951 i Division I i bandy. Laget pendlade mellan divisionerna och kunde inte etablera sig i högstaserien men 1957 slutade laget fyra i Svenska mästerskapet efter en andraplats i Division 1 södra bakom Örebro SK och förlust mot Edsbyns IF i matchen om tredje pris. Nu lockade Lesjöfors rekordskaror till sina matcher, i hemmamatchen mot Örebro var publiksiffran 3300. 1963 nådde laget återigen en topplacering i och med tredjeplatsen i Division I södra. 1963 blev Lesjöfors även svenska juniormästare i bandy för första gången. 1964 blev A-laget tvåa i Division I centrala. I slutspelsserien kom laget sista i en grupp om tre lag. Nästa säsong åkte laget ur efter näst sista plats i Division I centrala. Ivar Kruse var under den större delen av tiden i division 1 Lesjöfors främste anfallsspelare. Ivar Kruse spelade sin sista match för Lesjöfors som 39-åring och äldst på planen.

### Framgångar och degraderingar
De kommande åren pendlade laget mellan division 1 och 2. 1967 åkte laget ur Division I södra. 1970 gjorde laget comeback i högsta serien och slutade femma i Division I södra. 1972 åkte laget igen ur Division 1 men återkom efter en säsong. En central fråga för klubben blev att få en konstfrusen isbana när dessa gjorde sitt intåg under 1950-talet. Fram till 1970-talet skedde insamlingar för att finansiera en konstfrusen isbana men planerna blev aldrig av och istället blev det Filipstad som i sin roll som centralort i kommunen fick en bandybana finansierad. Lesjöfors fick problem när milda vintrar försenade starten av bandyträningen på hemmaplan och laget fick spela på andra platser.
Lesjöfors bästa resultat förutom fjärdeplatsen i SM 1957 är andraplatsen i Division I södra 1974 och semifinalplatsen i det påföljande SM-slutspelet. I kvartsfinalen slog LIF ut Brobergs IF men förlorade sedan klart i semifinalerna mot blivande mästarna Falu BS. 1979 åkte Lesjöfors ur allsvenskan med bara två inspelade poäng efter en omfattande spelarflykt. Sommaren 1978 lämnade lagets skyttekung "Bärsa" föreningen och flera spelare följde. När laget åkte 1979 förlorade laget 17 av 18 seriematcher. Den enda segern kom i sista omgången i februari 1979 då Nässjö IF besegrades med 6-4. LIF-spelaren Kjell Kruse finns med i Guinness rekordbok som den yngste spelaren som varit med i en allsvensk match. Han var endast 14 år och 242 dagar gammal när han debuterade för Lesjöfors säsongen 1978–1979. Degraderingen 1979 gjorde att en rad ordinarie spelare lämnade föreningen. Istället kom en rad talanger fram i föreningen. Kruse valdes till Årets pojkspelare i svensk bandy 1981 och klubbkamraten, målvakten Mikael Forsell fick utmärkelsen 1982. Säsongen 1980–1981 tog sig laget tillbaka till Division 1 och dessutom blev föreningen svenska juniormästare. Klubben gjorde sin nästa och senaste säsong i högstaserien i bandy när man spelade i Allsvenskan i bandy 1981/1982.

### Lesjöforsbandyn efter 1985
Lesjöfors AB:s konkurs 1985 gjorde att föreningen förlorade en stor sponsor och de kommande åren minskade befolkningen på orten. Trots detta lyckades laget nästan ta sig tillbaka till allsvenskan. En satsning gjordes där flera gamla spelare som fostrats i föreningen kom tillbaka. 1998 deltog laget i södra kvalserien men missade uppflyttning sedan laget förlorat mot Vetlanda med 4–6 i en avgörande match.
Lesjöfors spelade säsongen 2007/2008 i Division 1. Inför säsongen 2008/2009 drog man sig ur Division 1, för att stiga ner i Division 2, där man tog farmarlaget Lesjöfors BK:s plats, medan farmarlaget skrotades. Därmed blev Division 1 västra Svealand säsongen 2008/2009 haltande med bara nio lag medan Division 2 Värmland blev en full serie med 10 lag.
Föreningens historia visas på Lesjöfors museum.

## Kända spelare
- Gösta 'Staffa' Bergström
- Ivar Kruse
- Håkan Persson
- Kent Johansson
- Kjell Kruse
- Andreas Bergwall
- Marcus Bergwall
- Mikael Forsell
- Kaj Nordin